# 博尔多高什索尼福
博尔多高什索尼福，是匈牙利巴兰尼亚州所辖的一个村。总面积17.22平方公里，总人口427，人口密度24.8人/平方公里（2011年1月1日）。